# Hotels Bastei, Königstein und Lilienstein

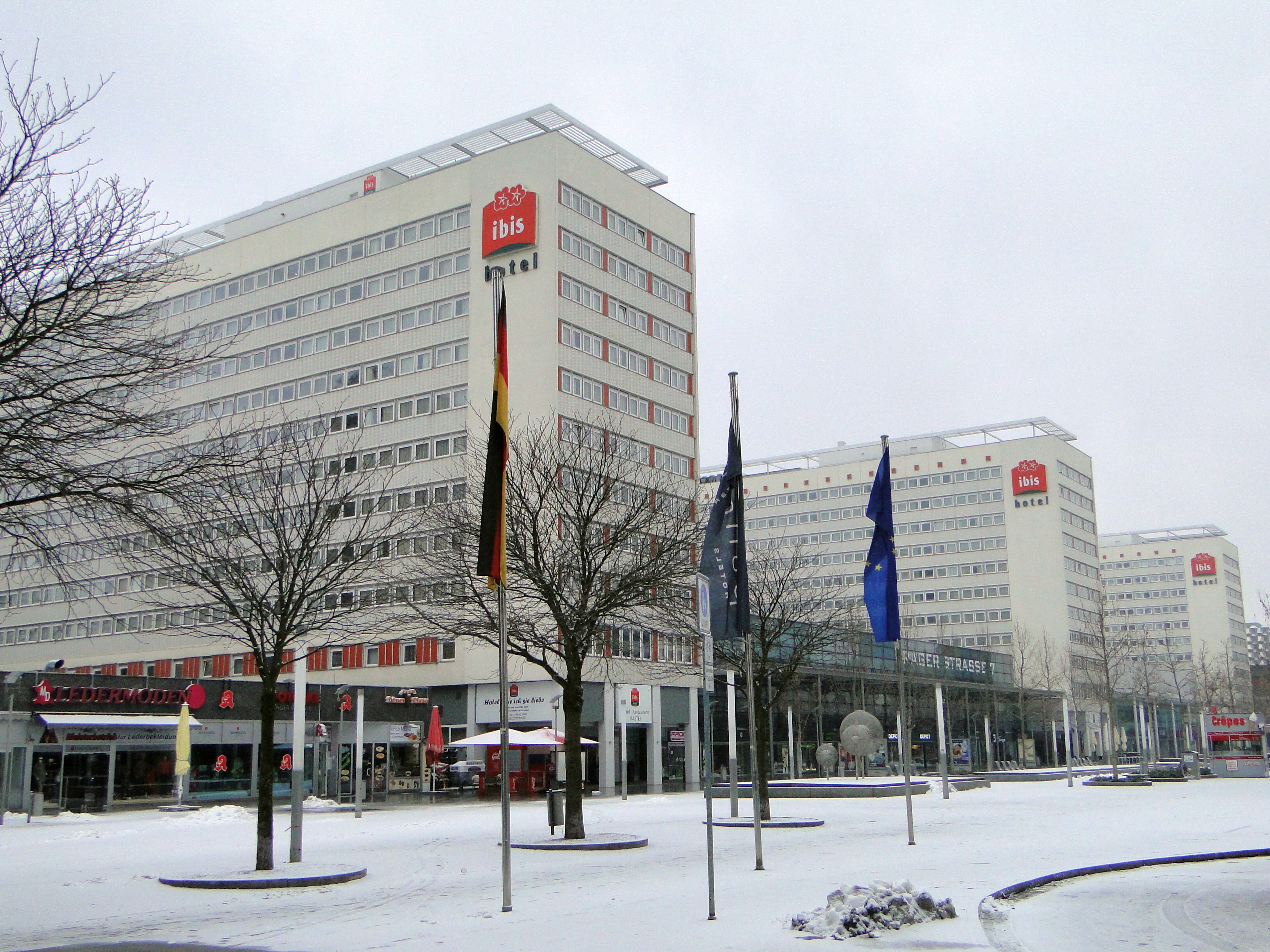
Ibis-Hotels: Bastei, Königstein und Lilienstein (vlnr., 2013)

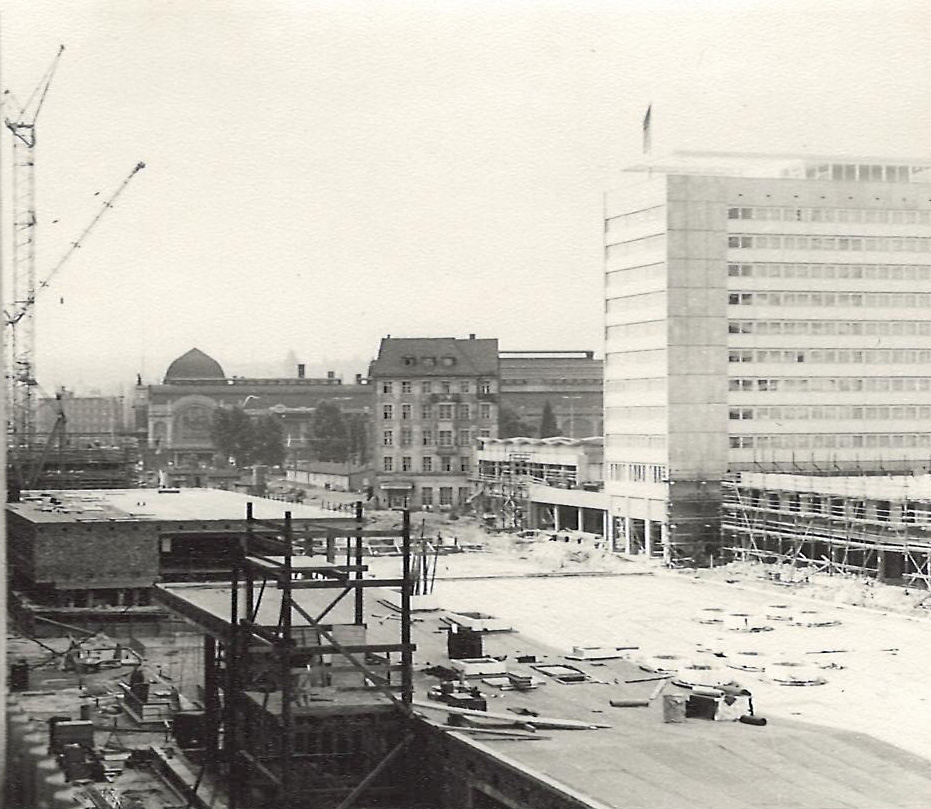
Prager Straße im Bau, rechts das Hotel Bastei (März 1968)

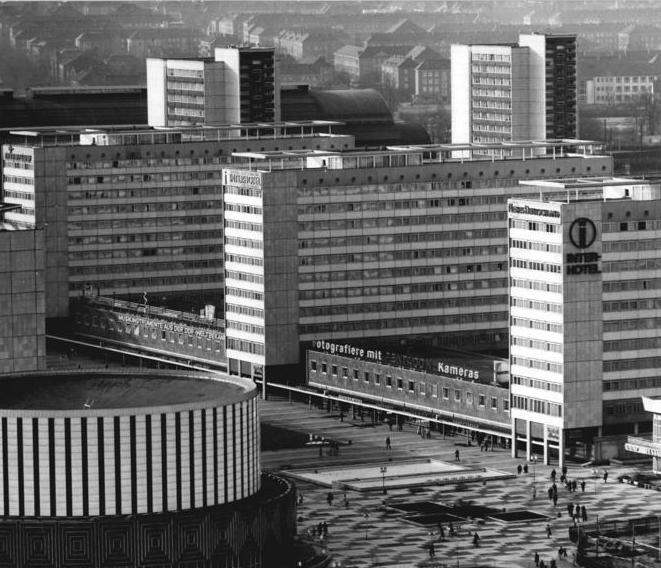
Interhotels, 1975

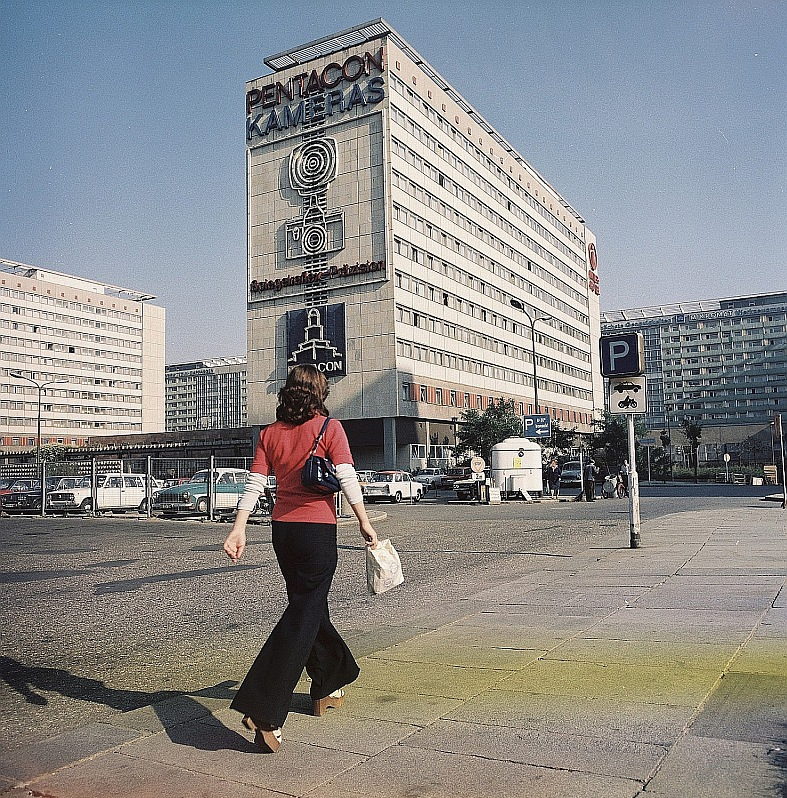
Hotel Bastei von der Reitbahnstraße aus, 1969

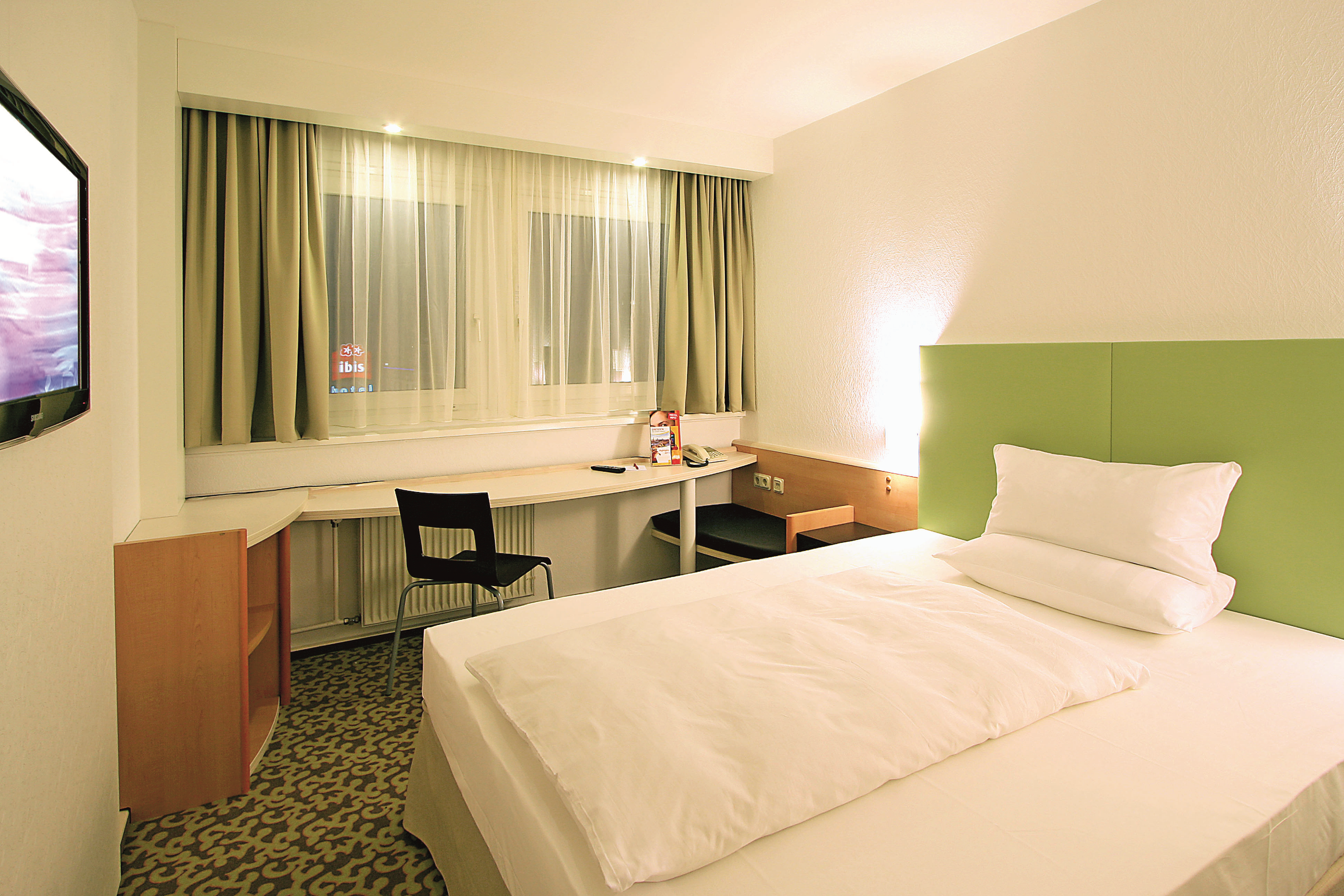
Hotelzimmer, 2013

Die drei Hotels Bastei, Königstein und Lilienstein in Dresden wurden 1969 als Hotel- und Gaststättenkomplex „Interhotels Prager Straße“ eröffnet. Heute gehören die Hotels Königstein und Bastei zur Hotelkette Ibis und das Hotel Lilienstein seit 2023 zur InterContinental Hotels Group. Sie befinden sich an der westlichen Seite der Prager Straße in der Dresdner Seevorstadt. Die Hotels gehören zu den stadtbildprägenden Gebäuden und sind mit 918 Zimmern der fünftgrößte Hotelkomplex Deutschlands. Die drei Hochhäuser sind nach den Felsen im Elbsandsteingebirge Lilienstein, Königstein und Bastei benannt.

## Geschichte

### Planung
Der Wiederaufbau der im Zweiten Weltkrieg zerstörten Prager Straße begann mit einem Architekturwettbewerb 1962. Die mit 60 bis 65 Metern sehr breite Fußgängerzone wurde im Osten durch das 240 Meter lange Wohn- und Geschäftshaus Prager Zeile flankiert. Auf der Westseite wurde der Hotelkomplex von 1968 bis 1969 von den Architekten Kurt Haller, Manfred Arlt, Karl-Heinz Schulze und dem Innenarchitekten Bernhard Fellmann „in Kammstellung zur Prager Straße“ erbaut. Die Projektierung erfolgte 1966/67 durch den VEB Baukombinat Dresden.

### 1969 bis 1989
Die Eröffnung des Hotels Bastei fand am 30. Mai 1969 statt. Die ersten Gäste waren die Teilnehmer einer Bezirksdelegiertenkonferenz der SED. Das Hotel war deswegen 20 Tage eher als geplant übergeben worden. In 306 Einzel- und Doppelbettzimmern könnten 639 Gäste übernachten. Eine besondere Attraktion war das „Frühstück am Bett“. Der Gast fand das Tablett mit dem Gedeck im Schrank; Hotelmitarbeiter hatten es zuvor vom Flur aus über eine Durchreiche hineingestellt.
Die Hotels Königstein und Lilienstein folgten am Tag der Republik zum 20. Jahrestag der DDR am 7. Oktober 1969. Es war der bis dahin größte Hotelneubau der Vereinigung Interhotel. Hotels dieser Kette boten zu DDR-Zeiten einen gehobenen Standard. In ihnen wurden bevorzugt ausländische Gäste untergebracht. Dies galt bis 1989 auch für die Hotels Königstein und Lilienstein, während das Hotel Bastei Gewerkschaftsmitgliedern als Urlaubsdomizil diente. In den zwanzig Jahren seit der Eröffnung wohnten insgesamt 5,5 Millionen Urlauber jeweils eine Woche im Hotel Bastei. Neben der Übernachtung boten die Hotels Services wie Autoreparaturen, Textilreinigung oder auch die Ausleihe von Fotoapparaten an. Eine Übernachtung kostete üblicherweise 80 Mark. Die drei Hotels hatten zu ihren Hochzeiten bis zu 350 Mitarbeiter, unter anderem den späteren MDR-Sportreporter Gert Zimmermann als Kellner.

### Nach der Wende
Nach der Wiedervereinigung wurden zahlreiche Interhotels von der Treuhandanstalt verwaltet und von der Interhotel AG weitergeführt. Ab 1989 wurden zuerst die Küchen und Restaurants der Häuser neu gestaltet. Am 1. Januar 1992 wurden die Hotels an der Prager Straße an die Klingbeil-Gruppe verkauft. Bereits am 1. Juli 1992 übernahm die Hotelkette IBIS das Management der drei Hotels. Beim Augusthochwasser der Weißeritz 2002 standen das Erdgeschoss und die Keller mit der gesamten Technik unter Wasser und erlitten schwere Schäden in Höhe von 5 Millionen Euro. Am 1. Oktober 2002 konnten die Hotels Königstein und Lilienstein wiedereröffnet werden, am 12. März 2003 auch das Hotel Bastei. Zu dieser Zeit übernachteten etwa 280.000 Besucher pro Jahr in den Hotels, was einer Auslastung von etwa 60 Prozent entsprach. Im Jahr 2005 wurden die Putz- und Betonflächen der Hotelfassaden instand gesetzt, die Mosaikflächen gereinigt und die Leuchtwerbung von Grund auf erneuert. Im Dezember 2006 wurden die Hotels an den amerikanischen Investor Blackstone Group verkauft und durch die Event Holding GmbH & Co. KG betrieben. Im Jahr 2010 wurden alle drei Häuser modernisiert und erhielten eine Klassifikation von drei Sternen. Zwischen 1969 und 2014 übernachteten knapp 14 Millionen Gäste in den drei Hotels.
Anfang 2016 verkaufte die Blackstone Group die Hotels an ein Konsortium, zu dem auch der amerikanische Konzern Starwood-Capital gehört. Im Sommer 2016 kaufte die Firma FDM Management die Hotels. Betrieben wurden sie weiter von der Event Hotels Gruppe. Ende 2016 schloss die Gruppe das Hotel Lilienstein. Als Grund gab die Gruppe offiziell Marktveränderungen durch neue Mitbewerber und die in Dresden erhobene Bettensteuer an. Die beiden anderen Hotels wurden als Ibis Hotel Dresden Zentrum geführt und bekamen eine gemeinsame Rezeption.

### The Student Hotel, Holiday Inn Express

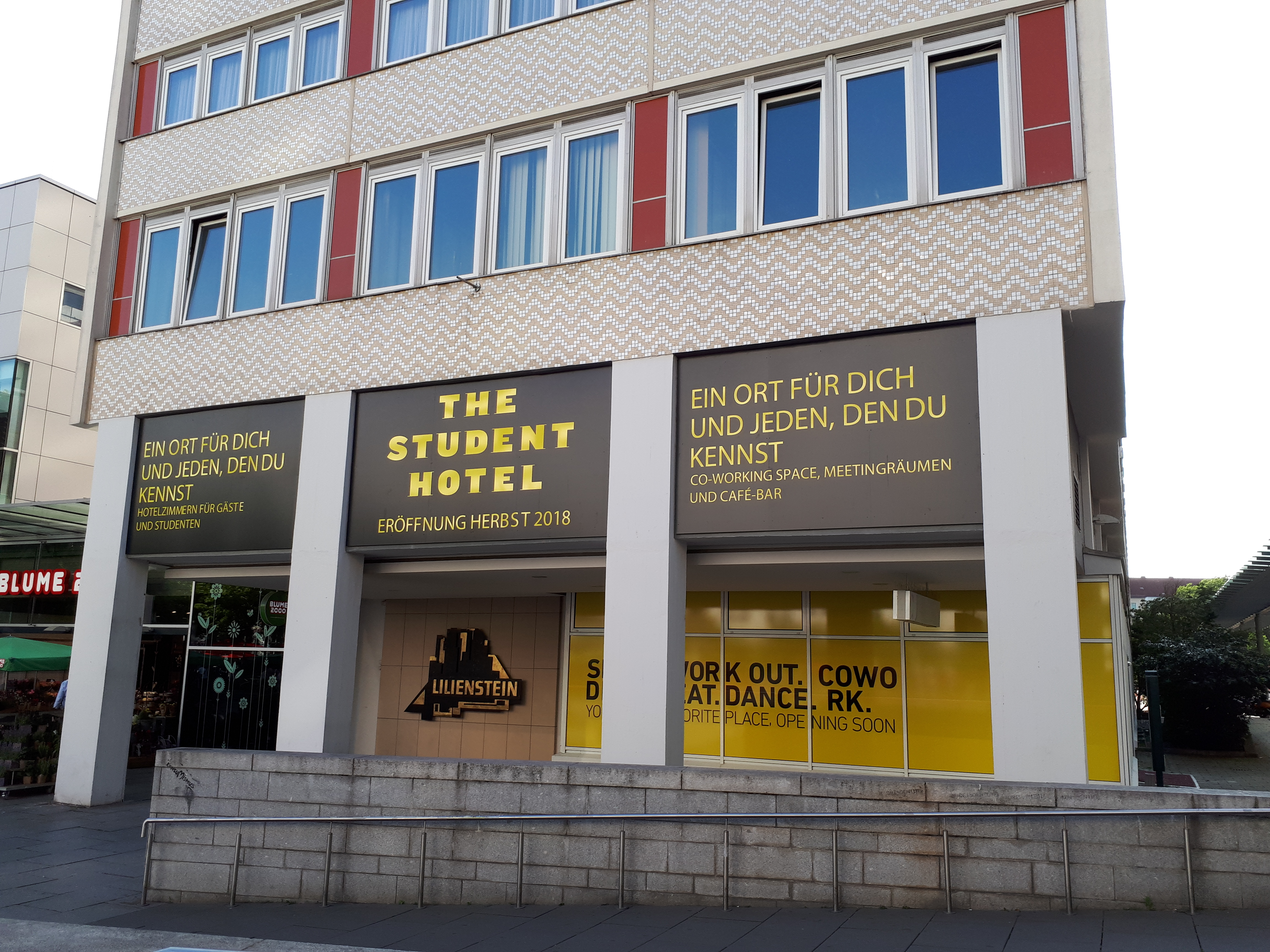
The Student Hotel während des Umbaus

2017 wurde das Hotel Lilienstein an die niederländische Firma The Student-Hotel-Group verkauft. Nach Umbauarbeiten wurde das Haus am 27. September 2018 als The Student Hotel wiedereröffnet und bot eine Mischung aus Studentenwohnheim, Langzeithotel und Hotel für Touristen und Geschäftsreisende. Für den Umbau zahlte die Gruppe etwa zehn Millionen Euro. Es standen 122 Hotelzimmer, 175 Zimmer für Studenten, die sich für bis zu zwei Semester einquartieren können und neun Apartments für Kurzaufenthalte zur Verfügung. Bereits im September 2020 wurde das The Student Hotel wegen coronabedingt mangelnder Auslastung geschlossen.
2022 wurde das Gebäude an das Hotel-Investment- und Asset-Management-Unternehmen LRO Hospitality verkauft. Der Betrieb wurde für kurze Zeit als Dresden Zentrum Hotel fortgeführt.
Noch 2022 erwarb die britische InterContinental Hotels Group das Hotel und ließ es zwischen Oktober 2022 und Oktober 2023 umbauen. Seitdem verfügt es über 306 Zimmer und wird als Holiday Inn Express Dresden Zentrum betrieben.

## Beschreibung

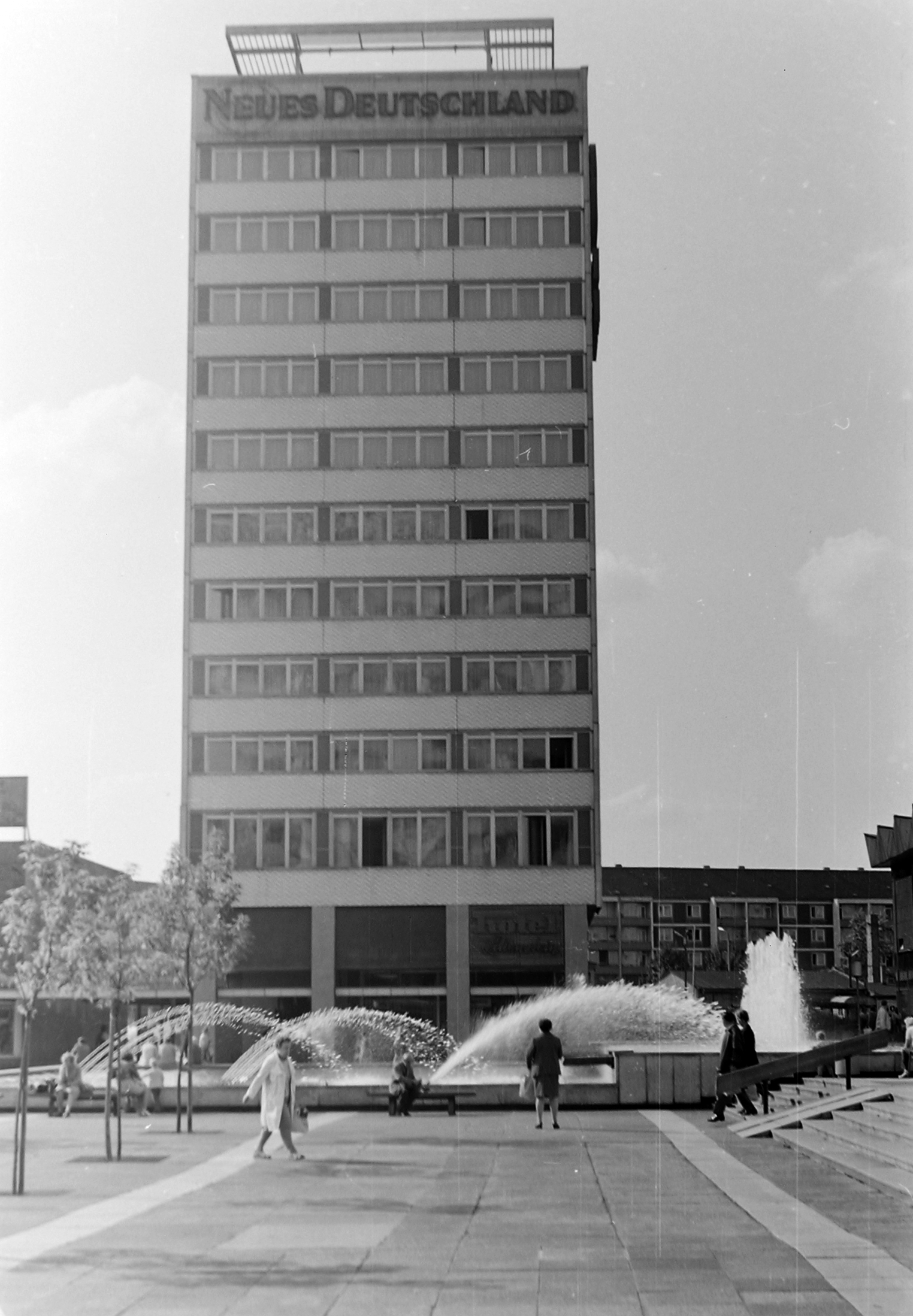
Hotel Lilienstein (Ostseite), 1970

Die drei Gebäude verfügen über zwölf Geschosse. Zweigeschossige Flachbauten mit Läden verbinden die Hochhäuser miteinander. Ursprünglich waren drei einfache Hotels ohne Gastronomie geplant. Dadurch wird das Aussehen der Hotels im Wesentlichen vom klaren Kubus der Bettenetagen bestimmt. Im Verlauf der Planungen wurde die Bettenkapazität beträchtlich erhöht und ein separater Gaststättenkomplex mit 597 Plätzen geplant. Im Erdgeschoss der Hotels befand sich nur ein kleiner und ein großer Mehrzweckraum mit insgesamt jeweils 110 Plätzen. Im ersten Geschoss lagen Personal-, Verwaltungs- und Sozialräume.
Der Keller bis einschließlich erstes Obergeschoss wurde monolithisch aus Stahlbeton gefertigt; die neun Hotelzimmergeschosse, das Kniestock-Geschoss und das Dachgeschoss in Plattenbauweise auf Grundlage des so genannten Typ
Block P 27. Den Abschluss bildet ein Kaltdach. Im Kniestockgeschoss befanden sich die technischen Anlagen. Von der Terrasse des Dachgeschosses konnten die Hotelgäste über Dresden blicken.
Die Obergeschosse sind mit einer horizontalen Fassadengliederung aus Sandstein an den Westgiebeln und zur Prager Straße und Betonbrüstungen mit Glas-Keramik-Mosaik ausgestattet. Die Wandflächen im Erdgeschoss sind weitgehend verglast. Das Installationsgeschoss ist völlig geschlossen. Die Fassade im ersten Stock ist als geschlossen wirkendes Band gestaltet, von kleinen Fenstern durchbrochen. Jürgen Seidel und Karl Bergmann schufen die schmiedeeisernen Wandreliefs. Die drei Hotels verfügten zum Zeitpunkt ihrer Eröffnung über insgesamt 1917 Betten in 837 Doppel- und 81 Dreibettzimmern. In jedem Hotel fuhren vier Personenaufzüge und ein Lastenaufzug; der umbaute Raum betrug knapp 40.000 Kubikmeter.

## Restaurant Bastei

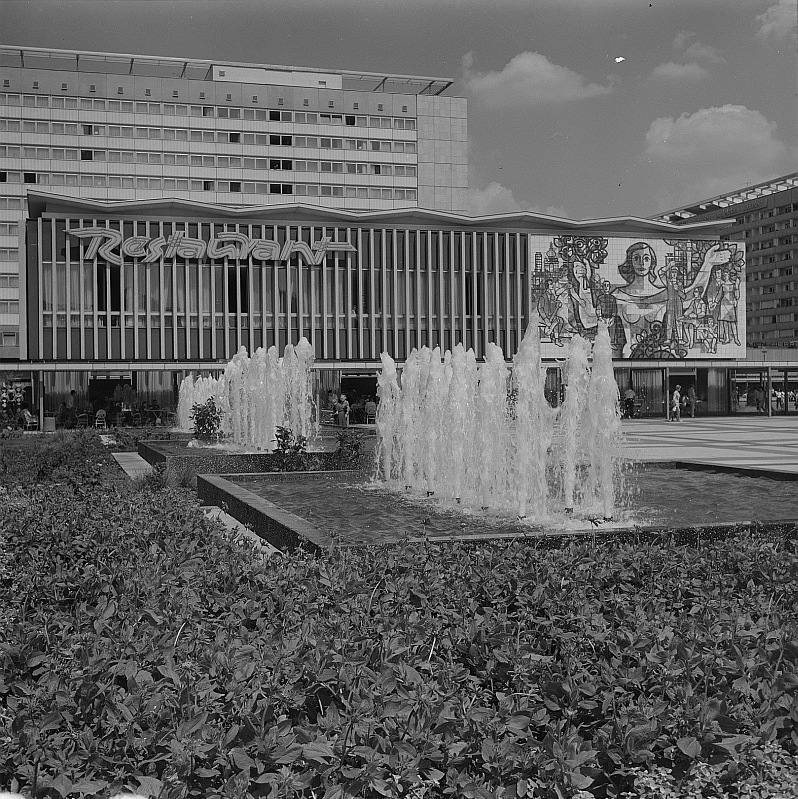
Restaurant Bastei, 1968/69

Vom Hauptbahnhof kommend war viele Jahre das erste Gebäude auf der linken Seite der Prager Straße der ehemalige Restaurantkomplex Bastei. Er gehörte zum Hotelensemble. Im Obergeschoss des Gebäudes befand sich ein Speise- und Grillrestaurant. Im Erdgeschoss wurde das Café Espresso eröffnet, kurz nach der Hoteleröffnung aber in einen Intershop umgewandelt. Außerdem gab es für Hotelgäste und die Bevölkerung ein Selbstbedienungsrestaurant im Erdgeschoss. Architekt des Restaurants war Hans Jürgen Richter.
Ein Willkommensgruß für alle Gäste, die vom Hauptbahnhof aus Dresden betraten, war das zwölf Meter breite und sechs Meter hohe Wandbild „Dresden, die Stadt der modernen sozialistischen Industrie, der Wissenschaft und der Kunst grüßt seine Gäste“. Es wurde 1969 nach einem Entwurf von Kurt Sillack und Rudolf Lipowski in Meißner Keramikmalerei geschaffen und ist an der Südseite des Restaurants angebracht.